# STREIT Group
STREIT Group est un constructeur automobile de véhicules blindés basé à Ras Al Khaïmah, aux Émirats arabes unis. En 2019, STREIT possède « 12 sites de production ultramodernes et 25 bureaux dans le monde entier », employant « une main-d'œuvre de plus de 2000 personnes ».
STREIT produit des véhicules blindés de transport de troupes, des véhicules de transport de fonds, des véhicules de luxe et de sécurité conçus pour fournir une protection efficace dans les situations à haut risque. Les véhicules de STREIT sont certifiés STANAG 3 pour les véhicules tactiques militaires et VPAM BRV 2009 VR7 pour les véhicules de luxe et à usage spécial.

## Historique

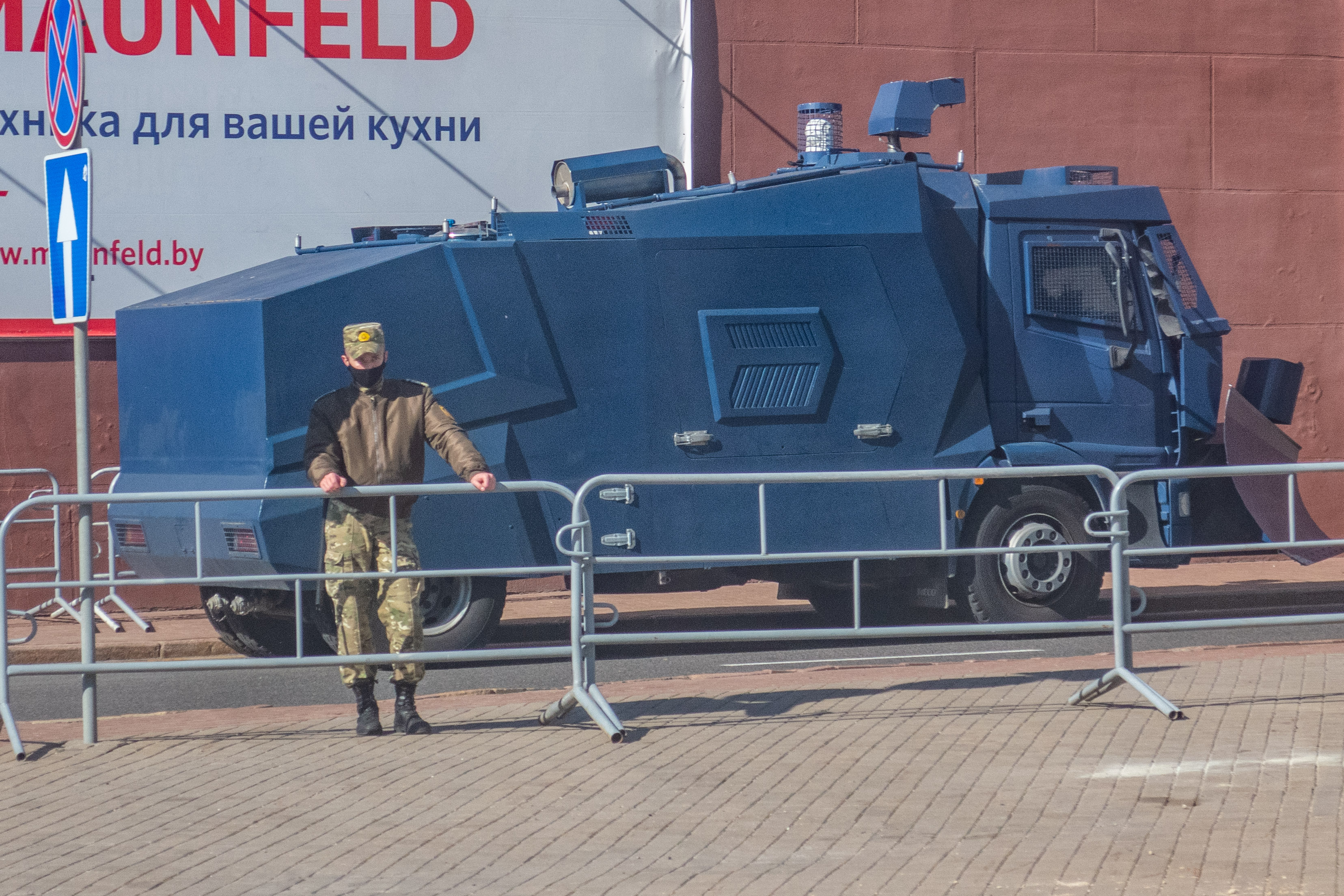
Véhicule blindé STREIT Predator à Minsk, Biélorussie.

Le groupe a été fondé en 1992 par Guerman Goutorov.
En septembre 2015, STREIT USA a été condamné à une amende de 3,5 millions de dollars pour exportation illégale de véhicules blindés vers l’Afghanistan, l’Irak, le Nigeria et d’autres pays sans les autorisations requises du Département du Commerce des États-Unis.
Dans un article publié en 2016, la Gendarmerie royale du Canada a déclaré qu’elle enquêtait sur la filiale canadienne de STREIT à propos d’éventuelles violations des sanctions contre le Soudan, dans sa vente de 30 camions blindés Typhoon. En juillet 2019, des véhicules STREIT avaient été vus au Soudan et des militants canadiens s’inquiétaient de leur utilisation dans la guerre du Darfour.
Lors d’Eurosatory 2022, STREIT a annoncé la création d’une usine de fabrication en Ouganda

## Dirigeants
En juillet 2019, « l’homme d'affaires canadien » Guerman Goutorov a été identifié comme PDG de l’entreprise.

## Véhicules

### Véhicules conçus par Streit
- STREIT Group Cougar[4] basé sur le châssis du Toyota Land Cruiser 79[6]
- STREIT Group Spartan basé sur le châssis du Ford F-550[7]
- STREIT Group Typhoon, 4x4 ou 6x6 MRAP[4]

### Véhicules blindés construits par KrAZ
Les véhicules blindés suivants sont construits sous licence ou avec l’aide de Streit :
- KrAZ Spartan (Спартан) : 4×4 basé sur le Ford F-550
- KrAZ Cougar (Кугар) : 4×4 basé sur le Toyota Land Cruiser 79
- KrAZ-ASV Panther (Пантер) : MRAP basé sur le KrAZ-5233 ou KrAZ-6322
- KrAZ-MPV Shrek One (Шрек) : MRAP basé sur le KrAZ-5233
- KrAZ Feona (Фіона) : 6×6 MRAP basé sur le KrAZ-6322
- KrAZ-6322 Raptor (Раптор) 6×6
- KrAZ Hurricane (Ураган) - 8×8 MRAP basé sur le KrAZ H27.3 (KrAZ-7634)
- KrAZ Convoy (Конвой) - 4×4/6×6/8×8 blindé châssis-cabine/plateau

## Filiales ou licenciés dans le monde
- STREIT Manufacturing (Canada)
- STREIT Pakistan
- KrAZ (Ukraine)[8]
- NEC–Streit Uganda Limited[9]